# Karow (Plau am See)
Karow ist ein Ortsteil der Stadt Plau am See im Osten des Landkreises Ludwigslust-Parchim in Mecklenburg-Vorpommern (Deutschland). Bis 2010 war Karow eine eigenständige Gemeinde im Amt Plau am See.

## Geografie
Karow liegt etwa zwölf Kilometer östlich von Goldberg und etwa neun Kilometer nördlich von Plau am See. Am südlichen Rand des ehemaligen Gemeindegebietes liegt der Plauer See. Im Norden grenzt der Naturpark Nossentiner/Schwinzer Heide an.
Große Teile des ehemaligen Gemeindegebietes, vor allem im Norden, sind bewaldet. Hier liegt auch das Naturschutzgebiet Paschensee. Im Osten befindet sich der Samoter See im Naturschutzgebiet Nordufer Plauer See und südlich vom Ort Karow das Naturschutzgebiet Brantensee, ein Feuchtgebiet. Die Schutzgebiete und weitere große Teile liegen im Naturpark Nossentiner/Schwinzer Heide. Die Erhebungen überschreiten knapp die 80 m ü. NHN. Westlich Karows verläuft die Mildenitz.

## Geschichte
Karow wurde erstmals im Jahr 1254 urkundlich erwähnt. Damals gehörte die Region zur Herrschaft Parchim-Richenberg. Nach der Auflösung derselben kam Karow 1255 zur Herrschaft Werle. Mit dem Tod des letzten Regenten am 7. September 1436 fiel Karow an die Herzöge von Mecklenburg.
Im Ort dominieren das Schloss und der früher damit verbundene Gutsbetrieb. Das „Alte Schloss“ wurde 1800/01 im Stil des Klassizismus erbaut. 1898 erwarb der Berliner Unternehmer Johannes Schlutius (1861–1910) Schloss und Gut Karow. Die Witwe Schlutius und ihr Sohn Haimo wurden 1945 entschädigungslos enteignet, das Gut zum Volkseigenen Gut. Zu DDR-Zeiten bezog eine Betriebsberufsschule zur Ausbildung von Landwirten das Herrenhaus. Dieses ist nach aufwändiger Restaurierung seit 2007 Hotel und Restaurant. Das Gut mit den großen und architektonisch bedeutenden Wirtschaftsgebäuden wurde in den 1990er Jahren von der Familie Schlutius erworben.
Im Nordwesten des ehemaligen Gemeindegebiets, an der Grenze mehrerer Forstgebiete und Landstraßen, entwickelte sich nach der Errichtung eines Kruges der Grenzort Grüner Jäger, dessen Bedeutung mit dem Bau befestigter Straßen und der Eisenbahnlinie jedoch in der zweiten Hälfte des 19. Jahrhunderts abnahm und 1945 wüst fiel.
Die bis dahin eigenständige Gemeinde Karow mit den Ortsteilen Karow, Leisten und Teerofen wurde am 1. Januar 2011 in die Stadt Plau am See eingemeindet.

## Politik

### Wappen
| Wappen von Karow | Blasonierung: „Unter blauem Schildhaupt in Gold die gezinnte rote Stufengiebelfront einer Kirche mit acht (1:7) Rundbogenfenstern, in der offenen Tür ein rotes Hochkreuz.“ |
| Wappen von Karow | Wappenbegründung: In dem Wappen soll mit dem blauen Schildhaupt auf die Lage des Ortsteils Leisten am Nordufer des Plauer Sees hingewiesen werden. Die Stufengiebelfront mit dem Kreuz in der offenen Tür steht für die 1872 neu erbaute Kirche in Karow. deren vier Giebel mit neogotischen Blenden verziert sind. Die Tingierung des Wappens in Blau, Gold und Rot kennzeichnet die Zugehörigkeit der einstigen Gemeinde zum Landesteil Mecklenburg. Durch die Eingemeindung nach Plau am See zum 1. Januar 2011 verlor zwar das Wappen seinen Status als Hoheitszeichen, kann aber auch in Zukunft als Identifikationssymbol von den Einwohnern – die sich mit ihrem Ortsteil verbunden fühlen – genutzt werden. Das Wappen und die Flagge wurde von dem Glaisiner Manfred Sturzenbecher gestaltet. Es wurde am 28. März 2003 durch das Ministerium des Innern genehmigt und unter der Nr. 277 der Wappenrolle des Landes Mecklenburg-Vorpommern registriert. |

### Flagge
Die Flagge wurde am 27. Januar 2004 durch das Ministerium des Innern genehmigt.
Die Flagge ist gleichmäßig längs gestreift von Gelb und Rot. In der Mitte des Flaggentuchs liegt, auf jeweils zwei Drittel der Höhe des gelben und des roten Streifens übergreifend, das Ortsteilwappen. Die Länge des Flaggentuchs verhält sich zur Höhe wie 5:3.

### Gemeindepartnerschaften
Seit 1993 unterhält Karow eine Partnerschaft zur Gemeinde Diekholzen in Niedersachsen.

## Sehenswürdigkeiten
- Naturschutzgebiet Paschensee

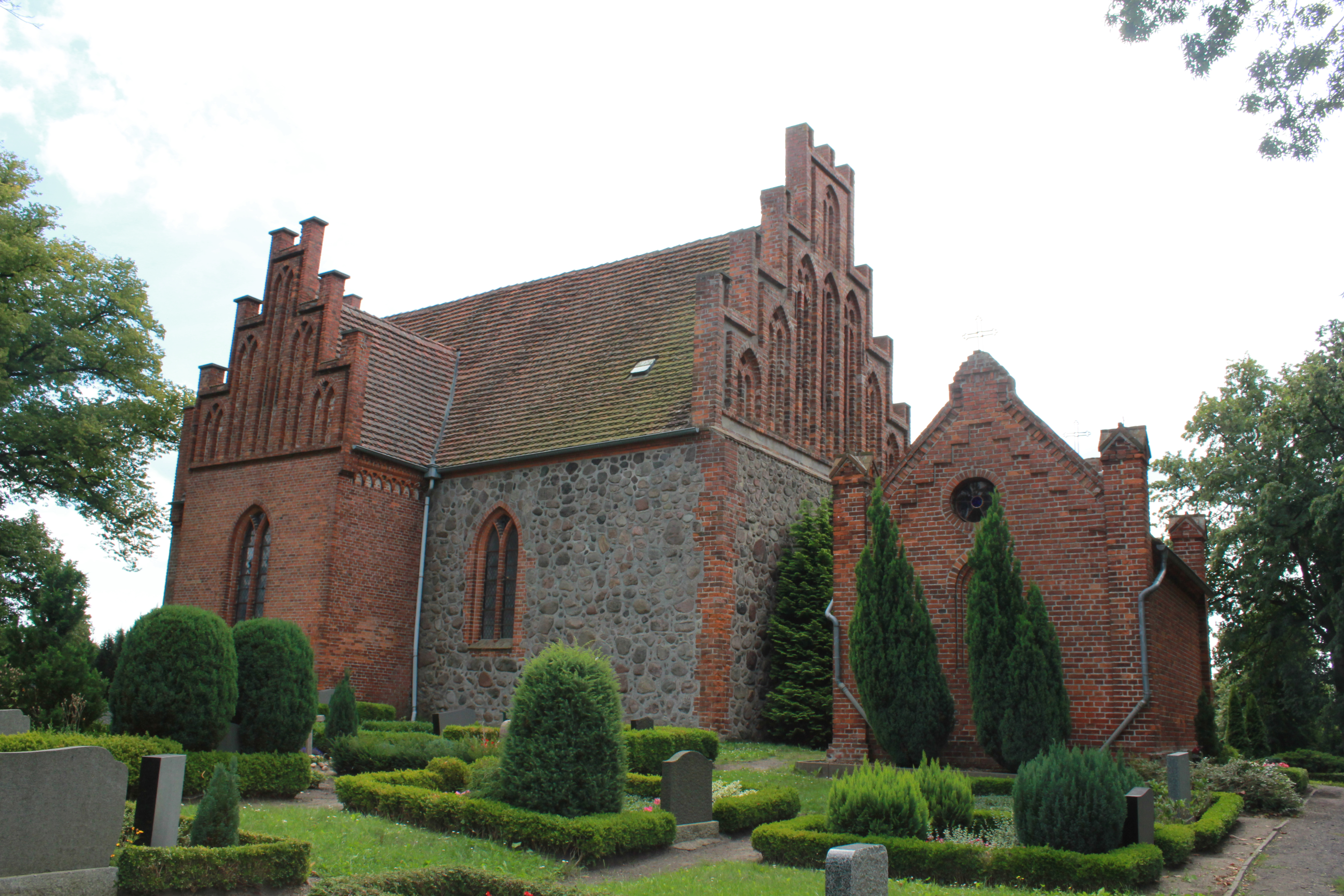
Dorfkirche in Karow

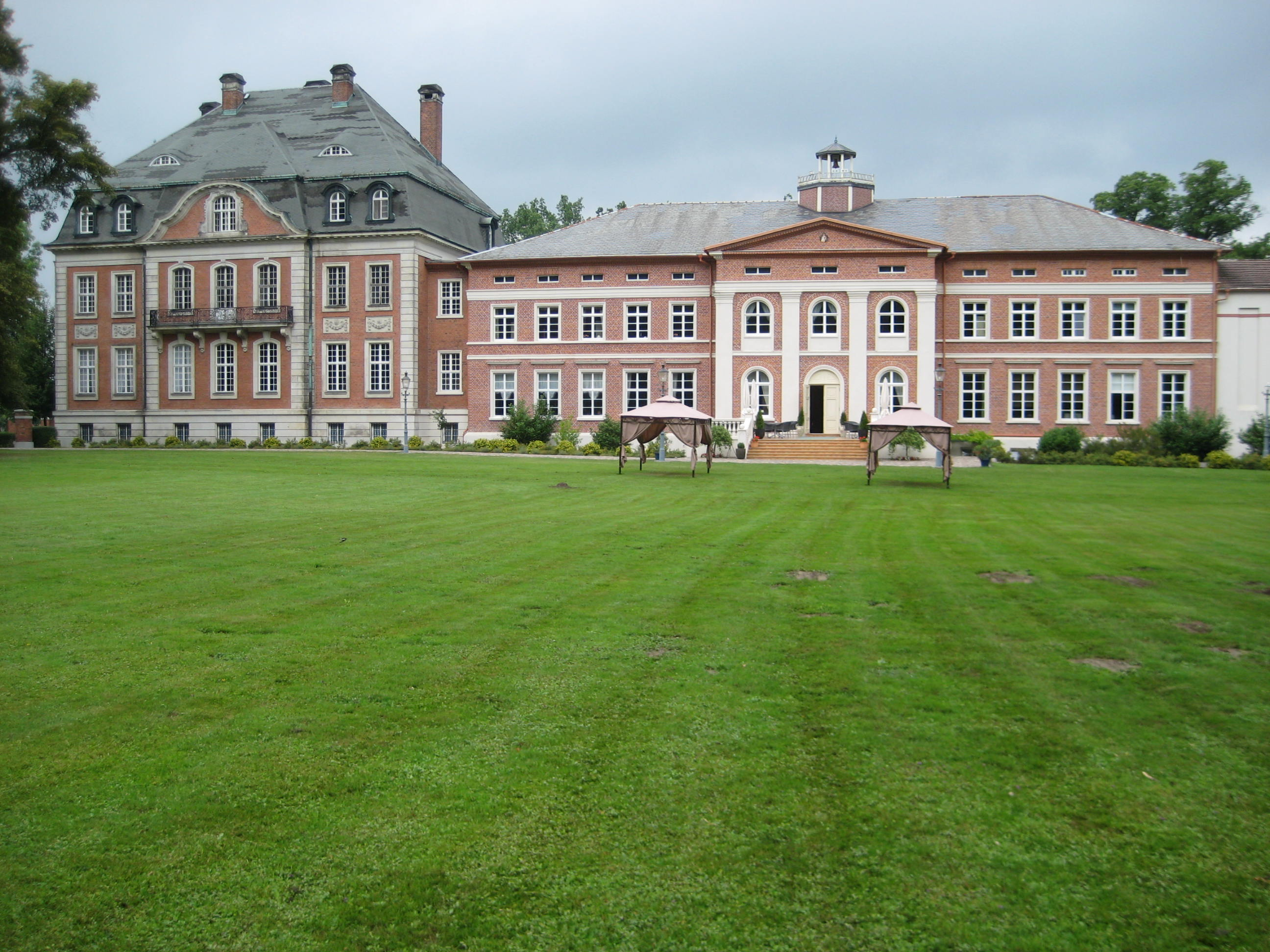
Schloss Karow

- Eisenbahn-Draisine auf der Strecke nach Wismar zwischen Damerower Kaserne und Borkow
- Herrenhaus Karow: Klassizistischer Putzbau vom Anfang des 18. Jahrhunderts mit Mittelrisalit sowie um 1906 neobarocke Erweiterung nach Plänen von Ernst von Ihne für Johannes Schlutius; seit 2007 Hotel
- Gutspark als romantischer Landschaftspark
- Verfallenes Mausoleum der Gutsbesitzerfamilie Schlutius, 1912/16 von Bildhauer Wilhelm Wandschneider in einem Waldstück östlich des Parks
- Dorfkirche in Backstein-Bauweise ohne Turm, umgeben vom Kirchhof der Gemeinde. Vor der Trauerkapelle steht seit 1988 das Bronzedenkmal Die Trauernde von Wilhelm Wandschneider. Die Frauengestalt weist viele Einschüsse aus Handfeuerwaffen auf. Sie stand ursprünglich vor dem Mausoleum der Familie Schlutius.
- Verfallendes Empfangsgebäude vom Bahnhof Karow (Meckl) von 1880 und leere Nebengebäude. Erhaltene Stellwerke von 1938 und damals für die Reichsbahn erbauter Wasserturm mit abgedecktem Dachgerüst.
- Wasserturm von 1907 des ehemaligen Gutes mit einer Höhe von 26 m und 150 m³ Speichervolumen.[3]

## Verkehr

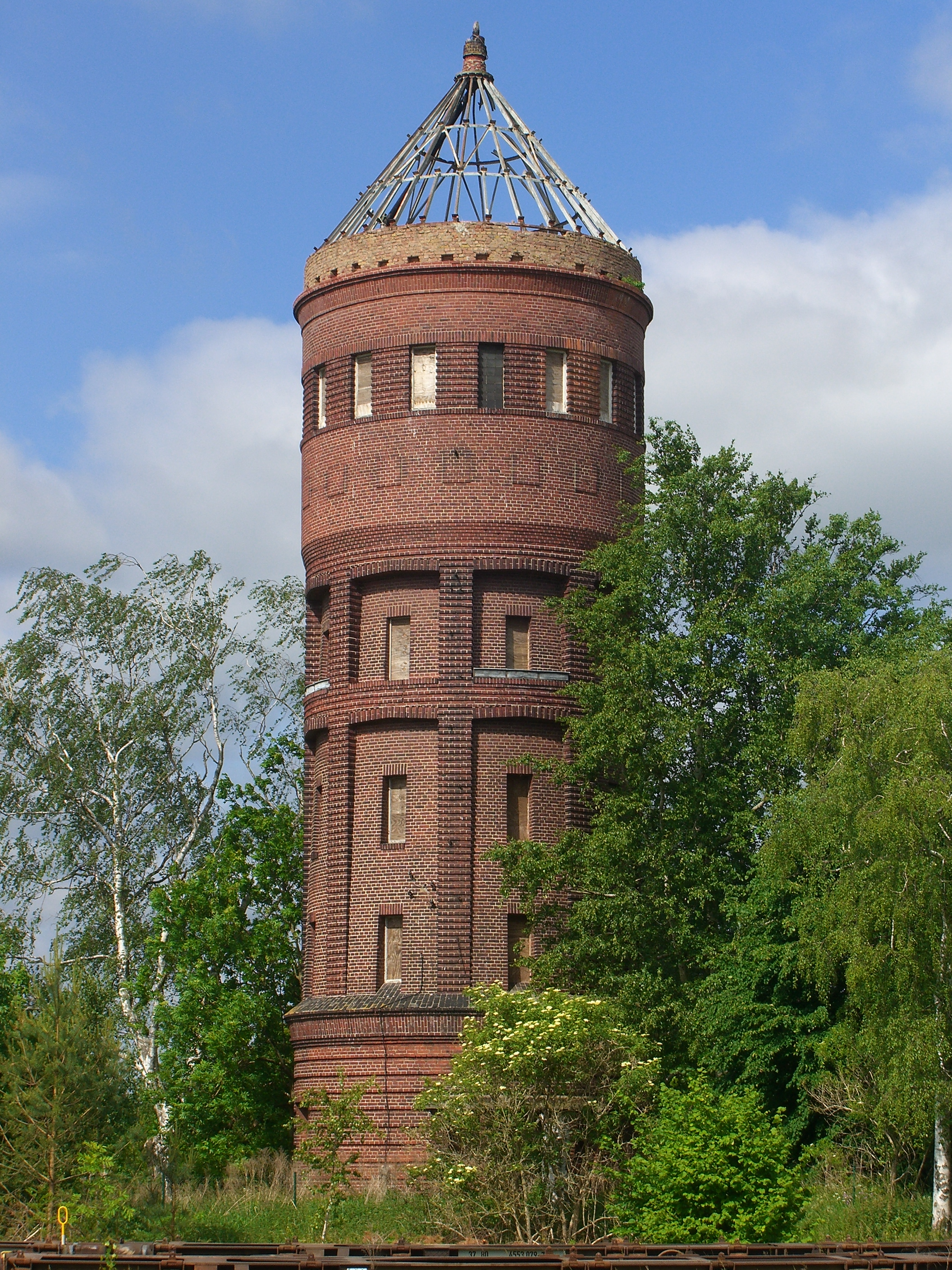
Wasserturm am Bahnhof Karow, weithin sichtbare Landmarke

Durch Karow führt die Bundesstraße 192, außerdem beginnt hier der südliche Abschnitt der Bundesstraße 103. Die Bundesautobahn 19 ist über die Anschlussstelle Malchow in zirka acht Kilometern erreichbar.
Der Bahnhof Karow (Meckl) war bis in die 1990er Jahre bedeutender Kreuzungs- und Umsteigepunkt. Diese Funktion büßte er jedoch mit Einstellung des Personenverkehrs auf den Strecken Wismar–Karow 1996 und Güstrow–Meyenburg im Jahr 2000 ein. Der letzte Personenverkehr über die Mecklenburgische Südbahn wurde am 13. Dezember 2014 abbestellt, noch bis zum 30. April 2015 bot die Hanseatische Eisenbahn eigenwirtschaftlich Züge nach Parchim und Malchow an. Heute fahren Züge hier nur noch zu bestimmten Anlässen.
Aktuell verkehren täglich Buslinien nach Malchow, Plau und Meyenburg, sowie mit Umstieg nach Parchim und Güstrow.